# Satz von Paley-Wiener-Zygmund
Der Satz von Paley-Wiener-Zygmund ist ein mathematischer Satz aus der Wahrscheinlichkeitstheorie, der sich mit den Eigenschaften der Pfade des Wiener-Prozesses beschäftigt. Dieser stochastische Prozess bildet unter anderem die Grundlage für die Modellierung von Aktienkursen und der brownschen Molekularbewegung.
Veröffentlicht wurde der Satz 1933 von Raymond Paley, Norbert Wiener und Antoni Zygmund, allerdings für den Fall {\displaystyle \gamma =1}.

## Aussage
Für jedes {\displaystyle \gamma \in ({\tfrac {1}{2}},\infty )} sind die Pfade des Wiener-Prozesses fast sicher in keinem Punkt lokal Hölder-stetig der Ordnung {\displaystyle \gamma } und folglich auch fast sicher nirgends differenzierbar.